# Prosopocoilus oweni melli
Prosopocoilus oweni melli es una subespecie de coleóptero de la familia Lucanidae.

## Distribución geográfica
Habita en Sichuan.